# Dekanat Czeskie Budziejowice - miasto
Dekanat Czeskie Budziejowice - miasto – jeden z 10 dekanatów diecezji czeskobudziejowickiej w Czechach. W jego skład wchodzi 5 parafii. 

## Lista parafii
| Lp. | Miejscowość          | Parafia                            |
| --- | -------------------- | ---------------------------------- |
| 1   | Czeskie Budziejowice | Parafia Świętych Cyryla i Metodego |
| 2   | Czeskie Budziejowice | Parafia św. Jana Nepomucena        |
| 3   | Czeskie Budziejowice | Parafia św. Mikołaja               |
| 4   | Czeskie Budziejowice | Parafia św. Wojciecha              |
| 5   | Dobra Woda           | Parafia Matki Bożej Bolesnej       |